# Rodzina lokalnie skończona
Rodzina lokalnie skończona jest pojęciem topologii ogólnej, charakteryzującym rodziny zbiorów przestrzeni topologicznej. Szczególnym przypadkiem rodziny skończonej jest rodzina dyskretna. Uwaga: rodzina dyskretna jest pojęciem różnym od pojęcia zbioru dyskretnego.

## Definicja
Niech {\displaystyle X} będzie przestrzenią topologiczną. Mówimy, że rodzina {\displaystyle {\mathcal {A}}=(A_{t})_{t\in T}} podzbiorów przestrzeni topologicznej {\displaystyle X} jest lokalnie skończona, gdy dla każdego punktu {\displaystyle x\in X} istnieje otoczenie {\displaystyle U,} które przecina co najwyżej skończoną liczbę zbiorów z rodziny {\displaystyle {\mathcal {A}}} (tzn. takie, że zbiór {\displaystyle \{t\in T\colon A_{t}\cap U\neq \varnothing \}} jest skończony). Jeżeli każdy punkt {\displaystyle x\in X} ma otoczenie przecinające co najwyżej jeden element rozważanej rodziny, to rodzinę tę nazywamy dyskretną.
Rodzinę zbiorów nazywamy σ-lokalnie skończoną (σ-dyskretną) jeśli jest przeliczalną sumą rodzin lokalnie skończonych (dyskretnych).

## Własności
- Każda rodzina dyskretna bądź skończona jest lokalnie skończona.
- Dla każdej rodziny lokalnie skończonej {\displaystyle (A_{t})_{t\in T}} spełniona jest równość

{\displaystyle \operatorname {cl} \bigcup _{t\in T}A_{t}=\bigcup _{t\in T}\operatorname {cl} A_{t},}
gdzie {\displaystyle \operatorname {cl} } jest operacją domknięcia.
- Jeśli {\displaystyle {\mathcal {F}}} jest rodziną lokalnie skończoną i wszystkie zbiory z tej rodziny są domknięte (domknięto-otwarte), to {\displaystyle F=\bigcup {\mathcal {F}}} jest zbiorem domkniętym (domknięto-otwartym).
- Jeśli {\displaystyle (A_{t})_{t\in T}} jest rodziną lokalnie skończoną (dyskretną), to rodzina {\displaystyle (\operatorname {cl} A_{t})_{t\in T}} jest również rodziną lokalnie skończoną (dyskretną)[1].